# 맥컬록 대 메릴랜드 주 사건

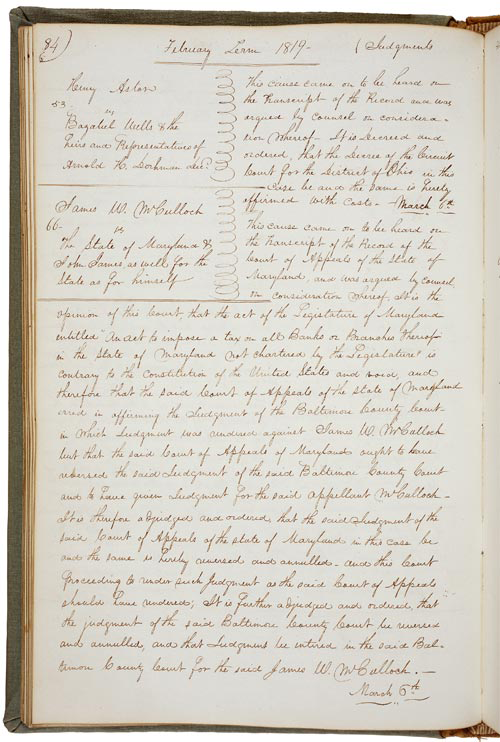

맥컬록 대 메릴랜드주 사건(McCulloch v. Maryland 17 U.S. 316 (1819))
연방정부가 설립한 은행에 대하여 주정부는 세금을 매겼는데 이에 대해 대법원은 연방정부의 은행 설립권한은 헌법에 명시되어 있지 않으나 헌법의 필요적절조항에 따라 은행 설립권한을 가진다고 판결을 내렸다.
따라서 의회의 은행설립에 관한 법률은 주법에 우선하므로 주정부의 연방은행에 대한 조세부과는 위헌이라고 판결하였다.

## 같이 보기
- 미국의 랜드마크 판례 목록